# جان ميلتون بيردان
جان ميلتون بيردان (بالإنجليزية: Jean Milton Berdan)‏ هي جيولوجية أمريكية، ولدت في 1916، وتوفيت في 2004.